# Emil von Schoenaich-Carolath
Emil Rudolf Osman, prins von Schoenaich-Carolath-Schilden, född den 8 april 1852 i Breslau, död den 30 april 1908 på Haseldorf i Holstein, var en tysk författare.
von Schoenaich studerade i Zürich under Scherr och Kinkel. Han var en tid dragonofficer, företog vidsträckta resor och ägnade sig sedan åt författarskap (diktsamlingarna Lieder an eine Verlorene 1878, Dichtungen 1883, Gedichte 1903; novellerna Tauwasser 1881, Geschichten aus Moll 1884, Bürgerlicher Tod 1894, Freiherr 1896, Lichtlein sind wir 1903). Hans Gesammelte Werke utkom 1907 i 7 band. "Hans lyrik anslöt sig till romantiken, var formfulländad, starkt religiös; den kunde bli sökt, men aldrig banal, hans berättelser utgingo från Storm; socialt och nationellt patos, vemodig stämning och plastisk utformning känneteckna honom", skriver Ruben Berg i Nordisk familjebok.